# 다이호촌 (이바라키현)
다이호촌(大宝村)은 이바라키현 마카베군에 일찍이 존재했던 촌이다. 현재의 시모쓰마시 북부에 해당한다.

## 역사
- 1889년 4월 1일 - 정촌제 시행에 의해 마카베군 다이호촌이 성립하였다.
- 1954년 4월 1일 - 시모쓰마정에 편입해, 동일 다이호촌은 폐지되었다.

## 인구
| 1891년 | 2,499 |
| 1920년 | 3,141 |
| 1935년 | 3,381 |
| 1950년 | 4,290 |

## 교통

### 철도
- 조스 쓰쿠바철도 (→간토 철도)
  - 조소 선

### 도로
- 2급국도
  - 국도 제125호선

## 참고문헌
- 角川日本地名大辞典編纂委員会『角川日本地名大辞典 8 茨城県』、角川書店、1983年 ISBN 4040010809
- 日本加除出版株式会社編集部『全国市町村名変遷総覧』、日本加除出版、2006年、ISBN 4817813180